# Gustav Poensgen

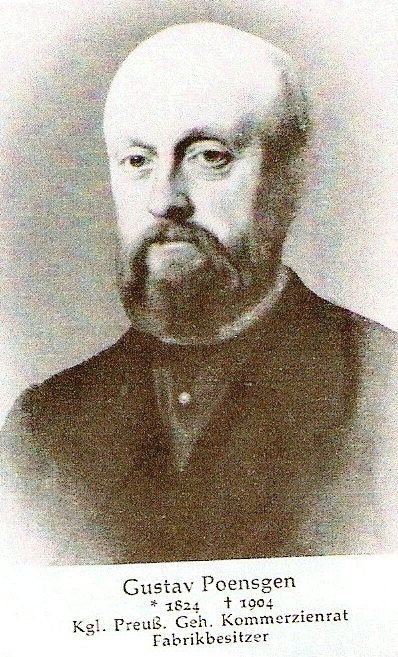
Gustav Poensgen

Gustav Poensgen (* 9. Dezember 1824 in Schleiden; † 12. April 1904 in Düsseldorf) war ein deutscher Industrieller und Kgl. Preuß. Geheimer Kommerzienrat. Er stammt von der weitverbreiteten Eifeler Unternehmerfamilie Poensgen ab, die seit Mitte des 15. Jahrhunderts im Raum Schleiden als Reidemeister Eisenhütten betrieben. Einige Linien sind nach Düsseldorf gezogen und waren dort maßgeblich am Aufbau der rheinischen Eisen-, Stahl- und Röhrenindustrie beteiligt.

## Leben und Wirken
Der Sohn des Fabrikanten Reinhard Poensgen aus Schleiden und der Katharina Henriette Axmacher (1796–1850) verlegte im Jahr 1860 das gemeinsam mit seinem Bruder Rudolf Poensgen (1826–1895) von seinem Vater geerbte Hütten- und Walzwerk von Gemünd nach Düsseldorf. So entstanden im Düsseldorfer Ortsteil Oberbilk die Mariahütte und ein Walzwerk, mit dem sie vorzugsweise das Röhren-Walzwerk ihres entfernten Vetters Albert Poensgen belieferten, das dieser bereits kurz zuvor ebenfalls aus einem Eifeldorf namens Mauel bei Gemünd nach Düsseldorf verlagert hatte. 1872 legten Gustav und Rudolf Poensgen ihre Werke mit dem Röhren-Walzwerk und den inzwischen hinzugekommenen Puddel- und Universalwalzwerken ihres Vetters Albert Poensgen zu dem Großunternehmen „Düsseldorfer Röhren- und Eisenwalzwerke AG, vorm. Poensgen“ zusammen. Dieses Unternehmen ging 1910 durch eine weitere Fusion in der „Phönix AG für Bergbau und Hüttenbetrieb“ auf. Der Ring um den Kern der rheinisch-westfälischen Industrie schloss sich, als 1926 die Phönix-Gruppe mit der Thyssen-Gruppe, den Rheinischen Stahlwerken, der Gelsenkirchener Bergwerks-AG sowie einer Reihe von weiteren Bergwerksunternehmen zur „Vereinigte Stahlwerke AG“ zusammengeschlossen wurde. Dieser aus Eisen-, Stahl- und Bergwerksunternehmen bestehende Montankonzern mit Verwaltungssitz in Düsseldorf wurde damit zu einem der größten deutschen Unternehmen.
Gustav Poensgen war Mitgründer des Steinkohlebergwerks „Graf Bismarck GmbH“ in Gelsenkirchen und Teilhaber an anderen Bergbauunternehmen wie beispielsweise der Gewerkschaft (späterer Bergbau AG) Consolidation zu Gelsenkirchen-Schalke (1888 Gewerke, 1889–1904 stellvertretender, seit 1895 Vorsitzender des Aufsichtsrates). Zusammen mit Friedrich Grillo und Friedrich Funke wurde er 1872 Mitgründer des Schalker Gruben- und Hüttenvereins. Die Stadt Schleiden ernannte ihn 1878 zu ihrem Ehrenbürger. Zur Erinnerung an ihn haben Düsseldorf die „Gustav-Poensgen-Straße“ und Gelsenkirchen die „Poensgenstraße“ (Schalke) nach ihm benannt. In Düsseldorf gründete er die „Gustav Poensgen-Stiftung“ zur Förderung junger Künstler.

## Familie

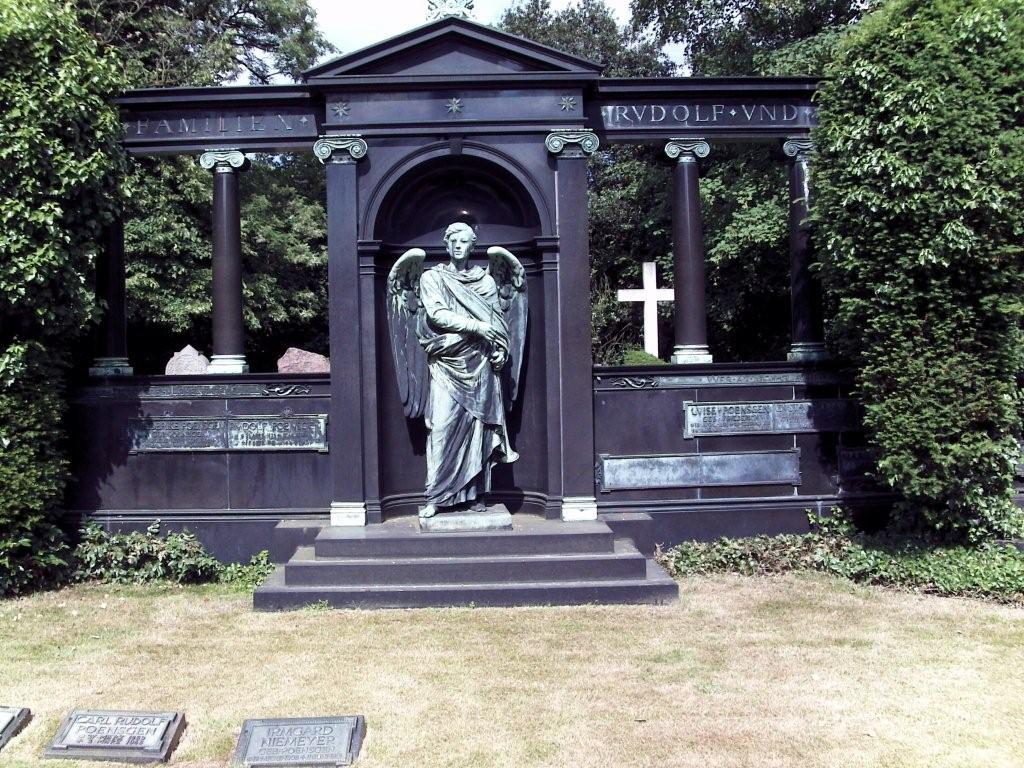
Grabstätte Gustav (1824–1904) und Rudolf Poensgen (1826–1895) auf dem Nordfriedhof (Düsseldorf)

Gustav Poensgen war verheiratet in erster Ehe mit Maria Poensgen (1832–1861), Tochter seines entfernten Verwandten Carl Poensgen (1789–1867), Kaufmann in Köln, und in zweiter Ehe mit Luise Friedrich (1839–1913). Die gemeinsame Tochter aus dieser Ehe, Lucie Poensgen (1865–1950), heiratete Albert von Burgsdorff (1857–1919), Rittergutsbesitzer auf Schloss Garath bei Düsseldorf. 